# Usambrachys anderseni
Usambrachys anderseni är en insektsart som beskrevs av Alexandre Constant 2005. Usambrachys anderseni ingår i släktet Usambrachys och familjen Eurybrachidae.
Artens utbredningsområde är Tanzania. Inga underarter finns listade i Catalogue of Life.